# 恰恰 (白蘭地)

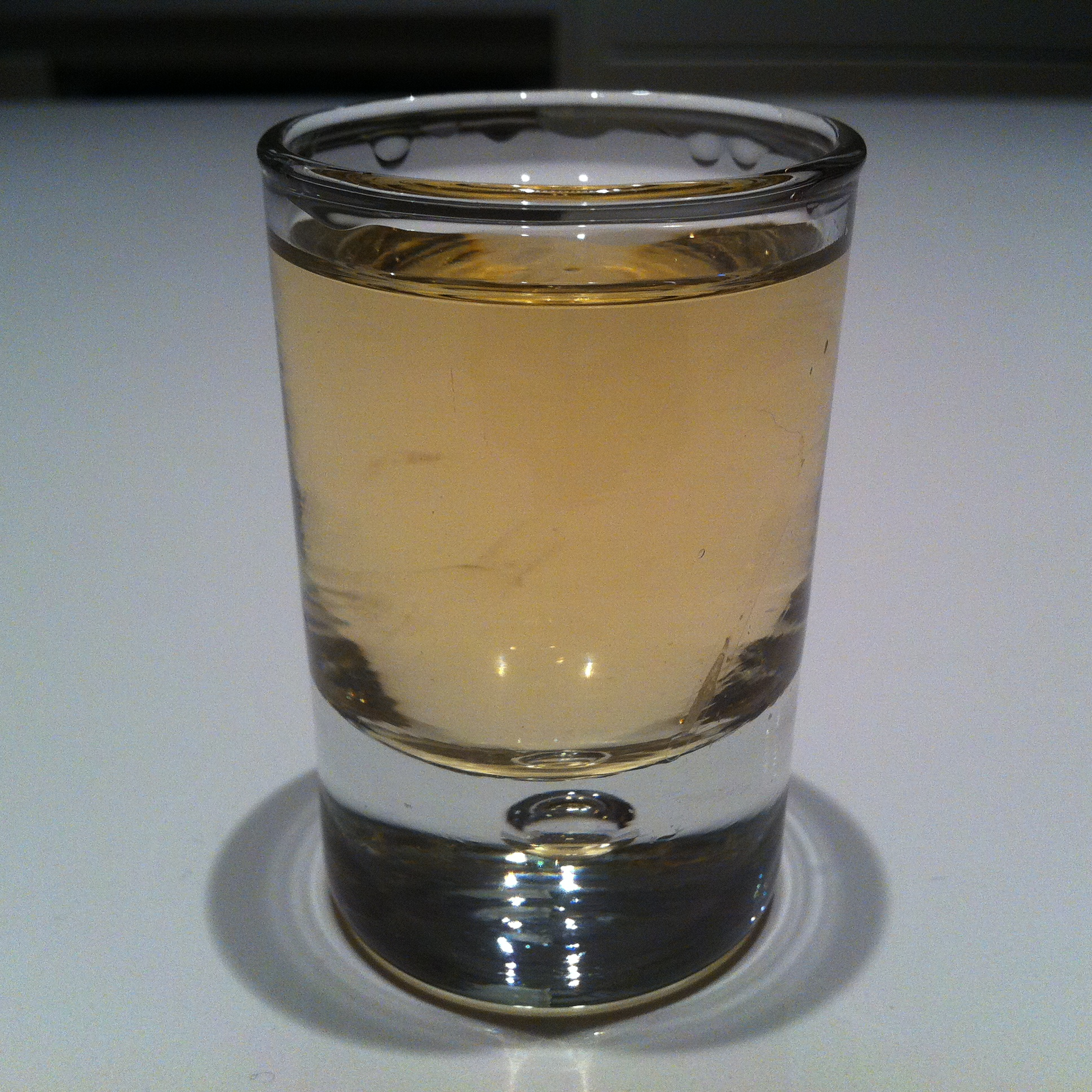
恰恰

恰恰是喬治亞的一種白蘭地。恰恰酒色透明，度數較高，有時會使用未成熟的葡萄或野生的葡萄製作。有些恰恰使用無花果或甌柑、橙子、桑果等其他水果或香草製作。恰恰是世界上歷史最古老的蒸餾酒之一。